# SimAnt
SimAnt – symulacyjna gra komputerowa wydana przez firmę Maxis, twórcę SimCity i The Sims.
Wersja gry dla systemu operacyjnego MS-DOS ukazała się w 1991, a działająca na komputerach Amiga w 1992.
Gra jest symulacją kolonii czarnych mrówek (stąd nazwa sim – skrót od ang. simulation – symulacja i ang. ant czyli mrówka).
Akcja rozgrywa się w ogródku oraz mieszkaniu pewnej rodziny. Gracz może wcielić się w dowolną mrówkę z własnej kolonii (czyli w czarną) – robotnicę, strażnika, królową oraz uskrzydlonego samczyka lub samiczkę. Można brać udział w życiu kolonii – budować podziemne tunele, zbierać pożywienie, wychowywać larwy, organizować najazdy na wrogą kolonię czerwonych mrówek oraz ustalać podział prac w kolonii. Na mrówki czeka wiele zagrożeń – poczynając od naturalnych jak mrówkolew, pająk czy czerwone mrówki – po ludzkie jak kosiarka, środki owadobójcze czy wreszcie groźba rozdeptania. Uwzględniono także system komunikacji tych owadów – czyli znaki zapachowe. Są one oznaczane po uruchomieniu specjalnego trybu kolorami w zależności od ich siły. Gra jest dwuwymiarowa i odbywa się w dwóch płaszczyznach – danej kolonii (mapa kolonii) oraz całości gatunku (mapa ogródka i mieszkania). Gracz ma możliwość obserwowania życia poszczególnych kolonii i pomagania w ich rozwoju. Celem gry jest wypędzenie ludzi z ich mieszkania, co można osiągnąć poprzez zakładanie nowych kolonii.
Gra posiada także opcję edytowania własnej kolonii oraz czynników naturalnych.
Mimo iż gra nie cieszyła się dużą popularnością w porównaniu do innych produktów firmy Maxis, oddała ona dość wiernie życie mrówczej kolonii.